# Lonivka, Peremîșleanî
Lonivka (în ucraineană Лонівка) este un sat în comuna Vîșnivciîk din raionul Peremîșleanî, regiunea Liov, Ucraina.

## Demografie
Componența lingvistică a localității Lonivka
     Ucraineană (100%)
Conform recensământului din 2001, toată populația localității Lonivka era vorbitoare de ucraineană (100%).